# Alfonso Ferrufino
Alfonso Ferrufino Valderrama (Cochabamba, Bolivia; 30 de marzo de 1942 - Cochabamba, Bolivia; 24 de septiembre de 2023) fue un abogado, sociólogo y político boliviano que ocupó el alto cargo de Ministro de Gobierno de Bolivia desde el 19 de octubre de 2003 hasta el 3 de febrero de 2005 durante el gobierno del presidente Carlos Mesa Gisbert. Fue también uno de los principales fundadores del partido político del Movimiento de Izquierda Revolucionaria (MIR) y del partido del Movimiento Bolivia Libre (MBL).

## Biografía
Alfonso Ferrufino nació en 1942 en la ciudad de Cochabamba. Creció en una familia de clase media-alta opuesta a la Revolución de 1952. Realizó sus estudios primarios y secundarios en el Colegio La Salle de su ciudad natal en 1959. Ingresó a estudiar en la Facultad de Derecho de la Universidad Mayor de San Andrés, graduándose como abogado de profesión el año 1964. Posteriormente se formó como sociólogo en 1972 en la Universidad de Lovaina en Bélgica.
Mientras se encontraba estudiando en Europa, Ferrufino ingresó a militar políticamente en el partido del Movimiento de Izquierda Revolucionaria (MIR).
Poco tiempo después, retornó al país y empezó a trabajar como catedrático universitario en la UMSA pero en 1974 se vio obligado a salir al exilio durante el primer gobierno de Hugo Banzer Suárez. Durante aquel tiempo estuvo viviendo en Perú y Ecuador.

## Carrera política

### Elecciones Nacionales de 1978, 1979 y 1980
Ya con la apertura democrática, Alfonso Ferrufino retornó nuevamente a Bolivia en 1978 y empezó a trabajar como catedrático en la Universidad Mayor de San Simón (UMSS). Durante aquella época, el MIR lo inscribió como su primer candidato a diputado en las listas del partido Unión Democrática y Popular en representación del Departamento de Cochabamba. Fue candidato a dicho cargo en la anulada elección de 1978, pero ganó el curul en los comicios de 1979 y lo conservó en 1980.
Cuando se produjo el quiebre del MIR, Alfonso Ferrufino fue uno de los fundadores del partido Movimiento Bolivia Libre (MBL), de donde llegaría a ser dirigente nacional de dicho partido. 

### Diputado de Boliva (1985-1989)
En 1985, Ferrufino participa en las elecciones nacionales de 1985 como candidato al cargo de diputado por el MBL, donde logra ganar, posesionándose en el curul parlamentario.

### Diputado de Bolivia (1989-1993)
En 1989, Ferrufino decide ir a la reelección de la diputación y logra ganar nuevamente el curul parlamentario.

### Diputado de Bolivia (1993-1997)
En 1993, Alfonso Ferrufino decide ir nuevamente a la reelección y también esta vez logra ganar en los comicios. En esta última legislatura, Ferrufino llegó a ocupar el cargo de segundo vicepresidente de la Cámara de Diputados de Bolivia. Durante su estadía en el parlamento, Ferrufino promovió la modernización de los procedimientos y mecanismos del entonces Poder Legislativo, la promulgación de la ley de partidos y la reforma electoral con el objetivo de superar los problemas de representatividad.
En 1997, fue designado director ejecutivo de FUNDAPPAC, el cual era una institución (financiada con apoyo internacional) que buscaba acercar el congreso a la ciudadanía y modernizarlo. Estuvo en este cargo hasta el 2002. Al siguiente año, ingresó a trabajar a la Vicepresidencia de Bolivia como secretario de coordinación parlamentaria.

### Elecciones Nacionales de 2002
Debido a un acuerdo entre los partidos MBL y el MNR, Alfonso Ferrufino participa como candidato al cargo de diputado uninominal por la circunscripción 23 (ciudad de Cochabamba), pero no tuvo éxito ya que salió en segundo lugar con el 23,7 % de la votación total.

### Ministro de Gobierno de Bolivia (2003-2005)
El 19 de octubre de 2003, el Presidente de Bolivia Carlos Mesa Gisbert lo nombra ministro de gobierno, en reemplazo de Yerko Kukoc. Durante el tiempo que estuvo al mando del ministerio, Alfonso Ferrufino tomó una línea conciliadora con los movimientos sociales. Renunció al cargo y reasumió la dirección de FUNDAPPAC. 
Tiempo después, Ferrufino coordinó el programa de fortalecimiento democrático del PNUD (2005–2007) y desde 2007 ocupó distintas funciones en la sede boliviana de IDEA, el cual es una institución internacional dedicada al fortalecimiento democrático y especializada en asuntos electorales.